# Protomeliturga turnerae
Protomeliturga turnerae är en biart som först beskrevs av Adolpho Ducke 1907.  Protomeliturga turnerae ingår i släktet Protomeliturga och familjen grävbin. Inga underarter finns listade i Catalogue of Life.